# Лінор Горалік
Ліно́р-Ю́лія Гора́лік (рос. Линор-Юлия Борисовна Горалик; *1 липня 1976, Дніпропетровськ) — ізраїльська російськомовна письменниця, поетеса, есеїстка.
Народилася в Дніпропетровську, з 1982 по 1986 навчалася в школі № 67, з 1987 по 1989 — у школі № 23. З 1989 року мешкала в Ізраїлі, де у 1991—1994 навчалась в Університеті Бен-Гуріона в Беер-Шеві за спеціальністю комп'ютерні науки.
В 2000—2015 мешкала в Москві. Окрім літературної діяльності, працює консультанткою із розвитку бізнесу. Лінор Горалік перекладала твори Етґара Керета та Вітаутаса Пліури (спільно зі Станіславом Львовським).
Авторка низки художніх виставок та проектів.
Фейсбук-сторінка Горалік є її персональним блогом, який має десятки тисяч відвідувачів. У лютому 2018 р. опублікувала у своєму фейсбук-блозі інтерв'ю з українськими активістками, які займаються розшуком та збором інформації про людей, зниклих безвісті в окупованому Криму, частіше за все через свою проукраїнську позицію.
18 серпня 2023 року міністерство юстиції Росії внесло її до реєстру «іноземних агентів».

## Особисте життя
У квітні 2025 повідомила про свою бісексуальність.

## Нагороди
- Лауреат молодіжної премії «Тріумф» (2003)
- Лауреат премії «Портал» (2012) за книгу «Усна народна творчість мешканців сектора М1».
- Лауреат премії ФЕОР «Скрипаль на даху» (2013) за книгу «Путівник по Ізраїлю (тільки і виключно) для дітей».
- Стіпендіат Фонду пам'яті Йосипа Бродського в номінаціях «Поезія» (2016) [10]
- Переможець номінації Критичною академії премії «НОС» за роман «Все, здатні дихати дихання» (2019).